# José d'Ávila Lins
José D'Ávila Lins (Areia, 26 de fevereiro de 1894 - João Pessoa, 27 de janeiro de 1978) filho de Remígio Veríssimo d´Avila Lins e Olindina Miguelina d´Ávila Lins (sinhazinha). Foi Deputado Estadual, Deputado Federal, prefeito da capital do estado da Paraíba durante o Governo de João Pessoa.

## Carreira
Formou-se no ano de 1916 em engenharia, pela Escola de Engenharia de Porto Alegre - RGS, hoje Universidade Federal do Rio Grande do Sul.
Engenheiro do DNOCS trabalhou na construção de várias obras de combate as secas. Trabalhou como engenheiro na Central do Brasil, na Cia Leopoldina de transportes, e no Ministério de Viação e Obras. Foi o primeiro Diretor do DER no estado do Rio Grande do Norte.
Foi Diretor do DER no estado da Paraíba. Membro do Instituto Histórico e Geográfico da Paraíba. Foi revolucionário de primeira hora na Revolução de 1930, tendo um papel importante ao assumir a direção da rádio local.
Faleceu aos 84 anos de idade em sua residência, vítima de um edema pulmonar. Foi casado com Ana Vieira d´Ávila Lins, com quem teve três filhas: Denise d´Ávila Lins Cavalcanti, Brittes d´Ávila Lins e Mirtes d´Ávila Lins.
Intelectual, para ele a maior riqueza que um homem poderia juntar era o conhecimento. Em Junho de 1978, por projeto do Deputado José Fernandes de Lima, o Colégio Estadual de Bayeux, passou a se chamar Escola Estadual Engenheiro José d´Ávila Lins.